# Wielka trójka (polityka)

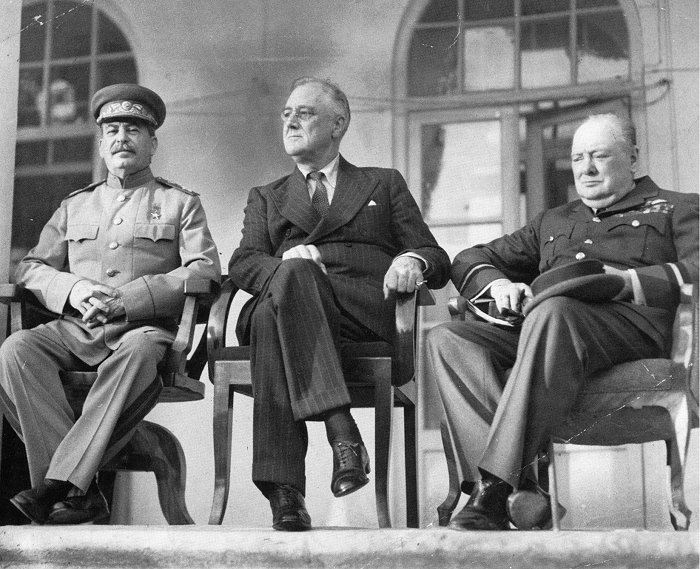
Od lewej: Józef Stalin, Franklin D. Roosevelt i Winston Churchill na konferencji teherańskiej

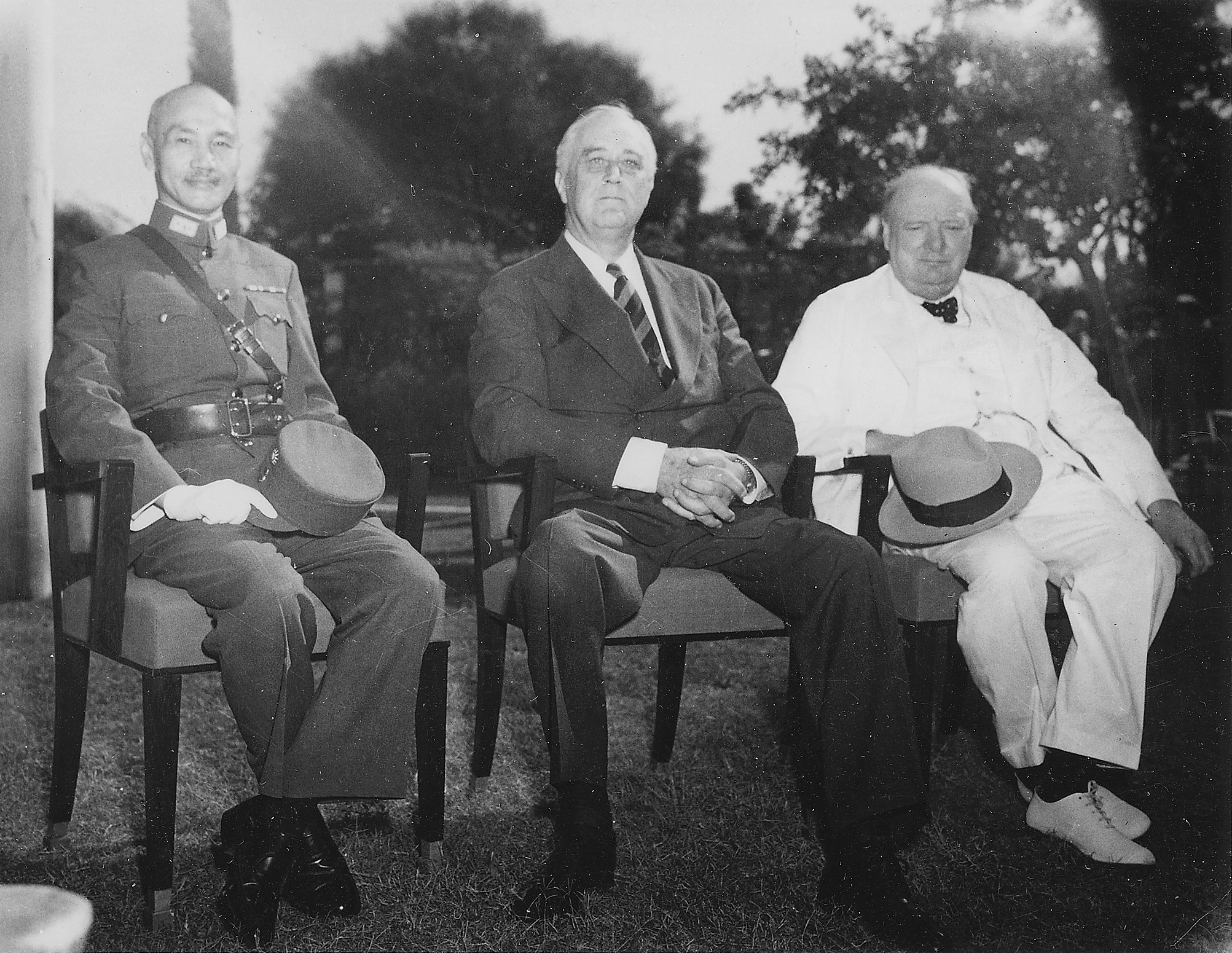
Od lewej: Czang Kaj-szek, Roosevelt i Churchill w Kairze, 25 listopada 1943

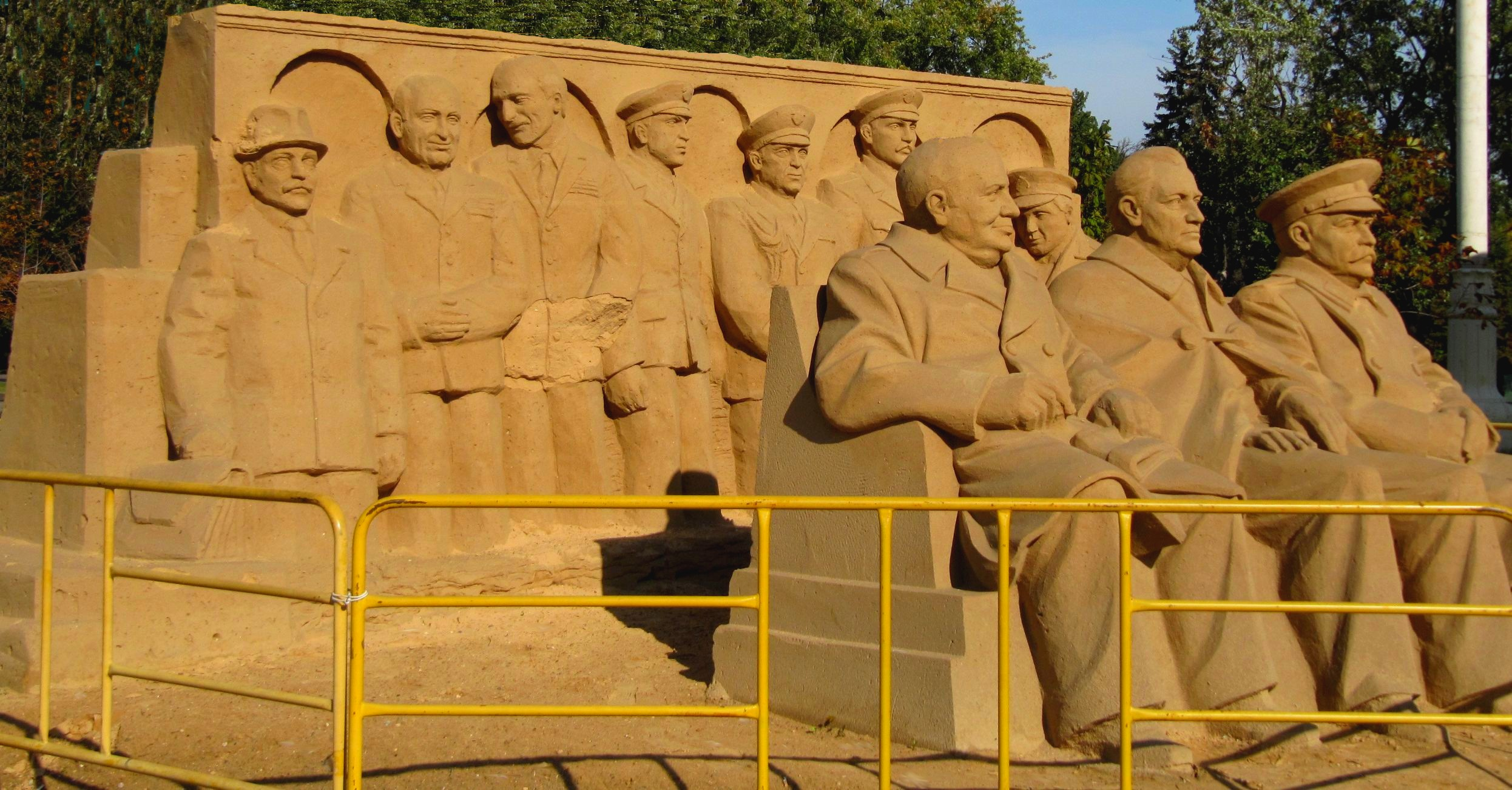
Rzeźba z piachu przedstawiająca „wielką trójkę” (Churchill, Roosevelt, Stalin). Moskwa, Ogólnorosyjskie Centrum Wystawowe (2010)

Wielka trójka – termin, którym najczęściej określa się przywódców trzech światowych mocarstw alianckich (ZSRR, USA oraz Wielka Brytania) spotykających się w czasach II wojny światowej na trzech konferencjach międzynarodowych – kolejno: teherańskiej (1943) oraz jałtańskiej i poczdamskiej (obie w 1945), na których omawiano wojenne zobowiązania sojusznicze oraz kształt przyszłego porządku światowego po pokonaniu państw Osi.

## Wielka trójka II wojny światowej
W jej skład wchodzili:
- Józef Stalin – przywódca ZSRR
- Winston Churchill – premier Wielkiej Brytanii (zastąpiony w drugiej fazie konferencji poczdamskiej przez Clementa Attleego z powodu klęski konserwatystów w wyborach do Izby Gmin)
- Franklin Delano Roosevelt – prezydent Stanów Zjednoczonych (po śmierci zastąpiony w Poczdamie przez Harry’ego Trumana)

Inną „wielką trójkę” w czasie II wojny światowej tworzyli przywódcy trzech państw zebrani na konferencji kairskiej w 1943 r.:
- Franklin Delano Roosevelt – prezydent Stanów Zjednoczonych
- Winston Churchill – premier Wielkiej Brytanii
- Czang Kaj-szek – generalissimus Chin